# Орора (Илиноис)
Орора (енгл. Aurora) град је у америчкој савезној држави Илиноис. По попису становништва из 2020. у њему је живело 180.542 становника.

## Демографија
Према попису становништва из 2010. у граду је живело 197.899 становника, што је 54.909 (38,4%) становника више него 2000. године.
|                   | 2010.            | 2000.            |
| Укупно            | 197 899 (100,0%) | 142 990 (100,0%) |
| Хиспаноамериканци | 81 809 (41,34%)  | 46 557 (32,56%)  |
| Белци             | 78 924 (39,88%)  | 74 457 (52,07%)  |
| Афроамериканци    | 21 202 (10,71%)  | 15 817 (11,06%)  |
| Азијати           | 13 248 (6,694%)  | 4 370 (3,056%)   |
| Остали            | 2 716 (1,372%)   | 1 789 (1,251%)   |